# Ken Nelson
Ken Nelson (Liverpool, Reino Unido, 6 de febrero de 1959) es un productor musical británico.

## Biografía
Trabajó durante muchos años con grupos independientes como Hellfire Sermons y Ruthless Rap Assassins. El éxito le llegó con Gomez, aunque el éxito a nivel mundial lo obtuvo con el grupo Coldplay.

## Discografía producida
- 1998: Gomez - Bring It On
- 1999: Gomez - Liquid Skin
- 2000: Coldplay - Parachutes
- 2002: Coldplay - A Rush of Blood to the Head
- 2005: Coldplay - X&Y
- 2005: Feeder - Pushing The Senses
- 2006: Howling Bells - Howling Bells
- 2006: Paolo Nutini -  These Streets

- Datos: Q2586466